# Hutton Wandesley
Hutton Wandesley är en by i civil parish Long Marston, i kommunen North Yorkshire, i grevskapet North Yorkshire, i England. Byn är belägen 10 km från York. Hutton Wandesley var en civil parish 1866–1988 när blev den en del av Long Marston. Civil parish hade 80 invånare år 1971.